# Хвольсон, Анна Борисовна
Анна Борисовна Хвольсон (урожд. Душкина; 1868—1934) — русская детская писательница. В её произведениях впервые героям литературного произведения были даны имена Мурзилка и Незнайка.

## Творчество
Анна Хвольсон начала свое творчество с сочинения художественного текста к популярным на Западе рисункам-комиксам канадского художника и писателя Палмера Кокса. Эти рисунки увидели издатели из Петербурга (Товарищество М. О. Вольфа) и решили напечатать их с текстом Анны Хвольсон в 1887 году в иллюстрированном журнале для детей «Задушевное слово» под названием «Мальчик с пальчик, девочка с ноготок». Одним из героев сказки был персонаж с именем Мурзилка. Она придумала героям новые имена и сочинила истории о приключениях этих героев — эльфов-малюток. 
В 1889 году издательство «Товарищество М. О. Вольф», которое было заказчиком адаптаций текстов Пальмера Кокса для русского читателя, отдельной книгой издало «Царство малюток. Приключения Мурзилки и лесных человечков в 27 рассказах А. Хвольсон с 182 рисунками Кокса». Книга переиздавалась в 1898, 1902 и 1915 годах. Мурзилка — это хвастунишка и лентяй, щеголяющий в чёрном фраке, с огромным белым цветком в петлице и моноклем в глазу, в шёлковом цилиндре и штиблетах с длинными носами, с элегантной тростью. 
В начале 1990-х рядом издательств были выпущены репринтные издания дореволюционных книг Анны Хвольсон, в частности, «Царство малюток. Приключения Мурзилки и лесных человечков». Некоторые издания повторяли дореволюционную орфографию и авторские рисунки Палмера Кокса, некоторые были снабжены рисунками современных иллюстраторов и текстом, переведённым в современную орфографию.

## Критика
Писатель В. Н. Ерёмин в книге о писателях-сказочниках высказал отрицательное мнение о творчестве Хвольсон, назвав её лишенной таланта, а популярность её книг объяснив шумной рекламной кампанией издательства. Однако там же Ерёмин признаёт и наличие других мнений о творчестве Анны Борисовны, например, приводя в пример мнение Константина Дехтярёва, который считал, что к литературе того времени стоит относиться несколько иначе, как минимум рассматривая творчество Кокса и Хвольсон как «пионеров» этого жанра и вдохновителей Николая Носова («Приключения Незнайки и его друзей»).

## Семья
Анна Борисовна была замужем за Владимиром Даниловичем Хвольсоном (1862—1931), сыном востоковеда Даниила Авраамовича Хвольсона. Владимир Данилович был присяжным поверенным.. Их дети:
- Константин (1898—1969) — военный историк, в эмиграции.
- Любовь (1893—1984), жена князя Михаила Николаевича Чавчавадзе (1898—1965), одного из руководителей монархической партии «младороссов»;
- Феофания (1887—1969), жена графа Адама Павловича Беннигсена (1882—1946).